# Ausztrál kígyónyakúmadár
Az ausztrál kígyónyakúmadár (Anhinga novaehollandiae) a madarak (Aves) osztályának szulaalakúak (Suliformes) rendjébe, ezen belül a kígyónyakúmadár-félék (Anhingidae) családjába tartozó faj.

## Előfordulása
Pápua Új-Guinea, Indonézia és Ausztrália területén honos, kóborlásai során eljut  Új-Zélandra is.
|  |